# مارثا بيرنز
مارثا بيرنز هي ممثلة كندية، ولدت في 23 أبريل 1957 بشيكاغو في الولايات المتحدة. من الجوائز التي نالتها جائزة دورا مافور مور ‏.

## أعمال

### أفلام
- (2007) الحرير
- (2008) العمى[5][6]

## جوائز
- جائزة دورا مافور مور [الإنجليزية]‏

## وصلات خارجية
- مارثا بيرنز على موقع IMDb (الإنجليزية)
- مارثا بيرنز على موقع ألو سيني (الفرنسية)
- مارثا بيرنز على موقع أول موفي (الإنجليزية)
- مارثا بيرنز على موقع قاعدة بيانات الفيلم (الإنجليزية)
- مارثا بيرنز على موقع كينوبويسك (الروسية)